# Realgymnasium (Bützow)
Das Realgymnasium zu Bützow (auch: Reformrealgymnasium  Bützow) war eine höhere Schule in der Stadt Bützow im Landkreis Rostock, Mecklenburg. Es befand sich Am Ausfall 32 und wurde am 4. Oktober 1860 gegründet. Im Verlauf der Jahre erhielt die Institution mehrere Namen, darunter Reformrealgymnasium, Oberschule Bützow und Erweiterte Oberschule „Geschwister Scholl“, bis es schließlich zu dem heutigen Geschwister-Scholl-Gymnasium wurde.

## Vorgeschichte
Im letzten Drittel des 18. Jahrhunderts entwickelte sich Bützow zur Universitätsstadt mit der Gründung eines Pädagogiums im Jahr 1760, das Jungen den Zugang zur universitären Bildung ermöglichte. Nach dessen Schließung im Jahr 1780 blieb die Schulbildung unzureichend, und zwischen 1789 und 1858 wurden elf private Nebenschulen gegründet. Bis 1845 waren viele schulpflichtige Kinder ohne Unterricht geblieben. 1849 wurde das Schulwesen reorganisiert, doch die neuen Einrichtungen erfüllten nicht die Anforderungen der Zeit. 1853 forderte Pastor Bergner die Gründung einer Realschule, was zunächst abgelehnt wurde. 1857 kam es zu einer Petition, die 1860 zur Einrichtung einer Realschule führte, wobei Dr. Winckler als Direktor gewonnen wurde.
Der Unterricht begann am 4. Oktober 1860 mit 17 Schülern und wuchs schnell, sodass bis Ende 1860 bereits 33 Schüler eingeschrieben waren. Aufgrund des Wachstums wurden weitere Klassenräume benötigt, und bis Mai 1862 stieg die Schülerzahl auf 68.

## Geschichte

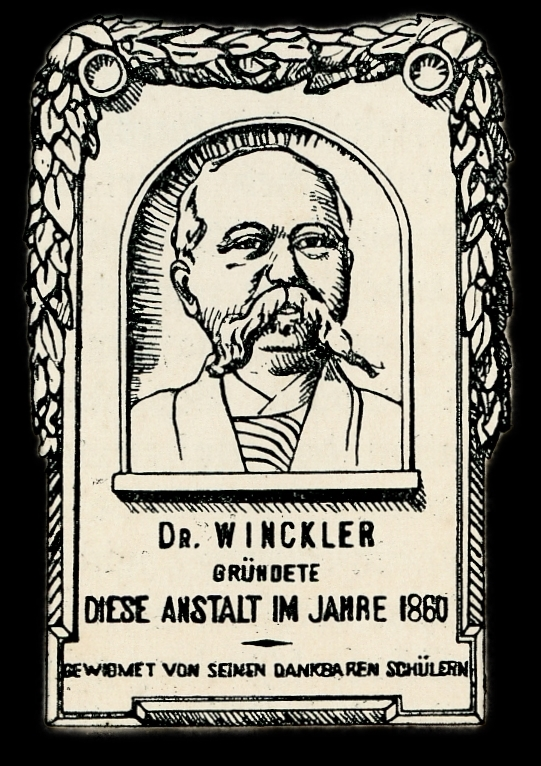
Buchdruck der Gedenkbronzeplakette von Dr. Winkler

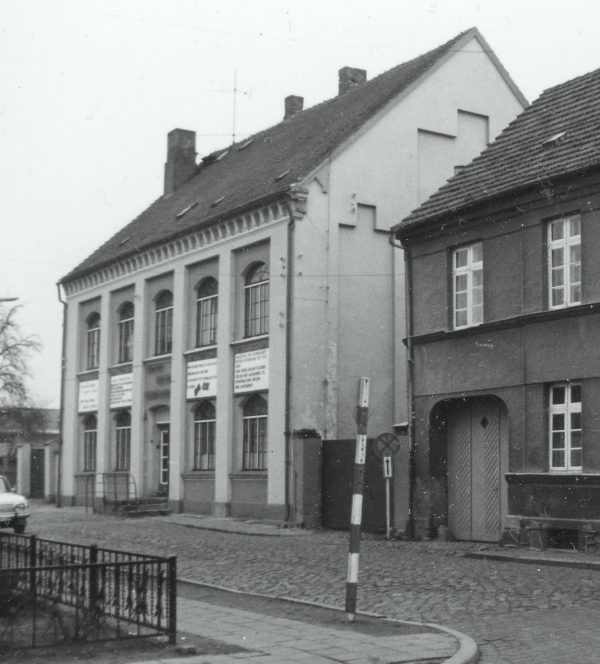
Erweiterte Oberschule um 1985

### 1863 bis 1900
Der Magistrat der Stadt Bützow beauftragte 1862 den Bau eines neuen Schulhauses in der Großen Ausfallstraße 24, dessen Grundstein im März 1863 gelegt wurde. Am 5. Oktober 1863 wurde das Gebäude bezogen, und die Realschule wurde von der Bürgerschule abgetrennt. Um die rechtliche Stellung zu verbessern, wurde 1869 die „Abiturienten-Prüfungs-Ordnung“ genehmigt. 1870 erkannte das Bundeskanzleramt der Schule den Status „Realschule zweiter Ordnung“ zu, gefolgt von einem Anbau im Jahr 1872.
1877 erhielt sie die Anerkennung als „Realschule erster Ordnung“ und wurde 1884 zum „Realgymnasium“ ernannt. Trotz finanzieller Schwierigkeiten entwickelte sich die Schule vor der Jahrtausendwende positiv.

### 1900 bis 1920
Um 1900 verschärften sich die Probleme an der Schule in Bützow. Preußen verhinderte, dass Schüler an externen Einrichtungen teilnahmen, während ein Mangel an Lehrkräften und niedrige Gehälter die Situation weiter belasteten. Der Magistrat erwog den Abbau der Oberstufen und entschloss sich schließlich, eine Turnhalle zu bauen.
Am 16. Dezember 1904 verstarb Dr. Winkler, der seit 44 Jahren die Schule leitete. Sein Tod stellte einen schweren Verlust dar. Im Jahr 1908 wurde ihm mit einer Gedenktafel gedacht. Sein Nachfolger, Dr. Friedrich Galle, konnte viele Probleme lösen, jedoch blieben die Gehälter niedrig, was zu einer hohen Fluktuation unter den Lehrern führte. Eine Regierungsverordnung von 1912 verbesserte die Bezahlung. Der Erste Weltkrieg führte zu weiteren Verlusten an der Schule, da viele Lehrer und Schüler zum Kriegsdienst einberufen wurden. Im Jahr 1920 wurde eine Ehrentafel für die Gefallenen enthüllt.

### 1920 bis 1945
Nach dem Ersten Weltkrieg hatte Bützow eine angespannte wirtschaftliche Lage, die durch ein Defizit gekennzeichnet war, was zu einer Schulschließungen führte. Das Realgymnasium wurde in eine gemeinsame Schule für Mädchen und Jungen umgewandelt.
1923 wurde das Gymnasium verstaatlicht, was neue Entwicklungsmöglichkeiten bot. Im Jahr 1926 wurde ein Neubau für die Schule errichtet. 1932 wandelte sich das Realgymnasium in ein Reformrealgymnasium, litt jedoch unter den Auswirkungen der nationalsozialistischen Gleichschaltung und von Gesetzen, die zur Ausgrenzung jüdischer Schüler führten. 1938 gab der Direktor Dr. Zimmermann auf, und die Leitung übernahm Dr. Fischer, der bis zum Ende des Zweiten Weltkriegs an der nationalsozialistischen Ideologie festhielt.

### 1945 bis 1995
Der Schulunterricht war von Mai bis August 1945 ausgesetzt, doch am 1. Oktober 1945 wurde die Schule unter Dr. Hans Barnewitz wiedereröffnet.
1946 wurde die rechtliche Grundlage für ein einheitliches Schulsystem in der Sowjetischen Besatzungszone geschaffen, und die Schule erhielt den Namen „Oberschule Bützow“. Ab März 1949 hieß sie „Geschwister-Scholl-Oberschule“ und wurde 1959 zur „Erweiterten Oberschule Geschwister Scholl“, die zunächst die Klassen 9 bis 12 umfasste, später jedoch nur noch die Klassen 11 und 12. Das DDR-Bildungssystem hatte das Ziel, Kindern und Jugendlichen eine allgemeinbildende und polytechnische  Schulbildung zu vermitteln und sie zu verantwortungsbewussten Mitgliedern der sozialistischen Gesellschaft zu formen.

### Gegenwart
Nach der friedlichen Revolution wurde das bundesdeutsche Schulsystem eingeführt. Bis 1995 diente die alte Einrichtung der Bildung in Bützow. Mit der Errichtung eines modernen Schulgebäudes an der Dr.-Winckler-Straße wird die Tradition der gymnasialen Bildung fortgeführt.

## Bekannte Lehrer des Realgymnasiums
- Uvo Hölscher (1847–1914)
- Hans Sivkovich (1881–1968)
- Hans Wilhelm Barnewitz (1885–1968)

## Bekannte Schüler des Realgymnasiums
- Carl von Bülow (1857–1933), Zoologe, Chemiker und Hochschullehrer
- Carl Jeppe (1858–1933), deutschstämmiger Jurist, Geschäftsmann und Politiker in Südafrika
- Adolf Hinrichsen (1859–1920), Schriftsteller, Journalist, Redakteur und Zeitungsverleger
- Richard Wossidlo (1859–1939), Gymnasialprofessor
- Julius Jeppe (1859–1929), deutschstämmiger Bergbau- und Immobilienunternehmer sowie Mäzen in Südafrika
- Ernst Voss  (1860–1937), Professor für Deutsche Philologie an der University of Wisconsin
- Heinrich Schröder (1863–1937), Sprachwissenschaftler, Lehrer und Verfasser schulpolitischer Streitschriften
- William Cohn (1866–1943), Kaufmann und Politiker (DDP)
- Robert Allmers (1872–1951), Industrieller
- Franz Waterstradt (1872–1914), Agrarwissenschaftler und Hochschullehrer
- Alfred Schlomann (1878–1952), Ingenieur und Terminologe
- Christian von Pentz (1882–1952), Offizier und Adjutant Paul von Hindenburgs in der Obersten Heeresleitung im Ersten Weltkrieg
- Rudolf Hartmann (1885–1945), niederdeutscher Schriftsteller und kommunistischer Politiker
- Friedrich von Wick (1886–1973), Philologe, Historiker und Verwaltungsbeamter
- Willy Kolz (1887–1942), Pädagoge und Leiter einer Hochschule für Lehrerbildung in Rostock
- Bruno Langer (1893–1914), Pilot, Flugpionier und erster deutscher Weltrekordhalter im Dauerfliegen
- Friedrich Scharf (1897–1974), Jurist, Politiker und Ministerpräsident von Mecklenburg.
- Carl Schröder (1897–1973), Pädagoge, Studienrat und „Vater“ des Teterower Bergring.
- Hans Beltz (1897–1977), Pianist und Musikpädagoge
- Karl Griewank (1900–1953), Historiker
- Alfred Toppe (1904–1971), Generalmajor und Generalquartiermeister der Wehrmacht
- Berthold Ditz (1909–1977), Politiker, Parteifunktionär der NSDAP in Bützow, Landtagsabgeordneter in Schleswig-Holstein
- Karl-Heinz Schulmeister (1925–2017), Politiker
- Hans-Jürgen Rehm (1927–2017), Mikrobiologe